# جنية رفع الأثقال كيم بوك جو
جنية رفع الأثقال كيم بوك جو (بالكورية: 역도요정 김복주)؛ هو مسلسل تلفزيوني كوري جنوبي من بطولة لي سونغ كيونغ ونام جوهيوك، عرض المسلسل على قناة إم بي سي من 16 نوفمبر 2016 حتى 11 يناير 2017. حقق المسلسل شهرة كبيرة في الخارج خصيصاً في الفلبين.

## القصة
الدراما تروي تحديات طلاب الجامعة الرياضية لتحقيق احلامهم والعثور على الحب. كيم بو جو طالبة بجامعة هان وول الرياضية تاثرت منذ صغرها بوالدها رافع الاثقال، تبدو من الخارج قوية ومتسرعة لكنها بالحقيقة ضعيفة، جونج جون هيونج بطل اوليمبي في السباحة وصديق بوك جو المقرب يواجه.

## المشاهدات
| الحلقة | تاريخ          | متوسط حصة الجمهور       | متوسط حصة الجمهور       |
| الحلقة | تاريخ          | تقييمات إيه جي بي نيلسن | تقييمات إيه جي بي نيلسن |
| الحلقة | تاريخ          | على الصعيد الوطني       | منطقة العاصمة           |
| ------ | -------------- | ----------------------- | ----------------------- |
| 1      | 16 نوفمبر 2016 | 3.3٪ (NR)               | 3.6٪ (NR)               |
| 2      | 17 نوفمبر 2016 | 3.3٪ (NR)               | 3.5٪ (NR)               |
| 3      | 23 نوفمبر 2016 | 4.4٪ (NR)               | 4.9٪ (NR)               |
| 4      | 24 نوفمبر 2016 | 4.6٪ (NR)               | 4.9٪ (NR)               |
| 5      | 30 نوفمبر 2016 | 4.4٪ (NR)               | 4.5٪ (NR)               |
| 6      | 1 ديسمبر 2016  | 4.6٪ (NR)               | 5.4٪ (NR)               |
| 7      | 7 ديسمبر 2016  | 4.8٪ (NR)               | 5.7٪ (NR)               |
| 8      | 8 ديسمبر 2016  | 5.4٪ (NR)               | 5.5٪ (NR)               |
| 9      | 14 ديسمبر 2016 | 4.1٪ (NR)               | 4.4٪ (NR)               |
| 10     | 15 ديسمبر 2016 | 5.1٪ (NR)               | 5.6٪ (NR)               |
| 11     | 21 ديسمبر 2016 | 4.4٪ (NR)               | 4.6٪ (NR)               |
| 12     | 22 ديسمبر 2016 | 4.5٪ (NR)               | 4.7٪ (NR)               |
| 13     | 28 ديسمبر 2016 | 5.0٪ (NR)               | 5.8٪ (NR)               |
| 14     | 4 ديسمبر 2017  | 5.4٪ (NR)               | 6.3٪ (NR)               |
| 15     | 5 ديسمبر 2017  | 5.4٪ (NR)               | 5.8٪ (NR)               |
| 16     | 11 ديسمبر 2017 | 5.2٪ (NR)               | 5.3٪ (NR)               |
| المعدل | المعدل         | 4.6٪                    | 5.0٪                    |

## روابط خارجية
جنية رفع الأثقال كيم بوك جو على موقع IMDb (الإنجليزية)
- جنية رفع الأثقال كيم بوك جو على موقع نتفليكس (الإنجليزية)
- جنية رفع الأثقال كيم بوك جو على موقع كينوبويسك (الروسية)
- جنية رفع الأثقال كيم بوك جو على موقع قاعدة بيانات الفيلم (الإنجليزية)